# Deilephila
Deilephila é um gênero de mariposa pertencente à família Bombycidae.
- Deilephila askoldensis (Oberthür, 1879)
- Deilephila elpenor (Linnaeus, 1758)
- Deilephila porcellus (Linnaeus, 1758)
- Deilephila rivularis (Boisduval, 1875)

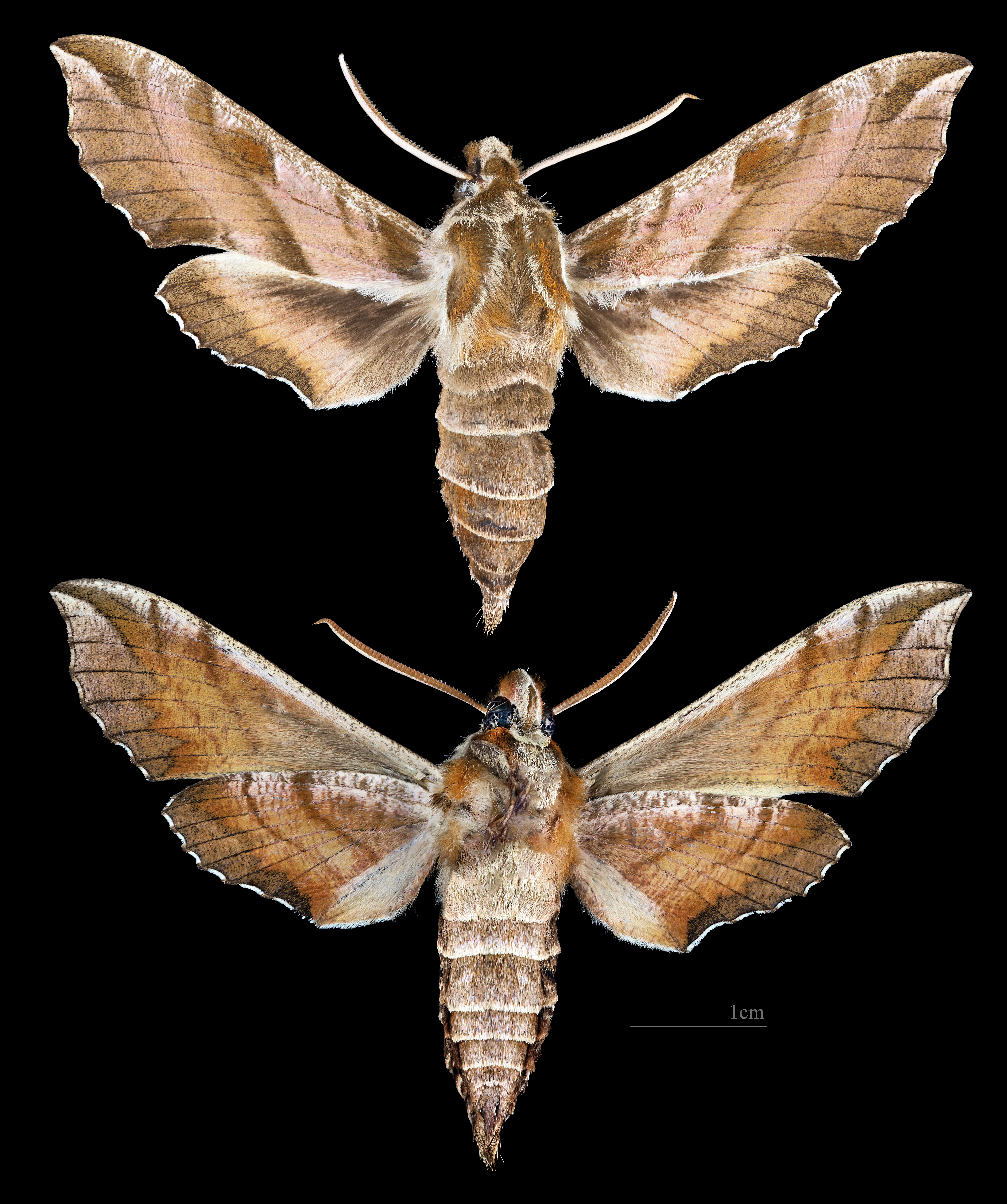
Deilephila askoldensis
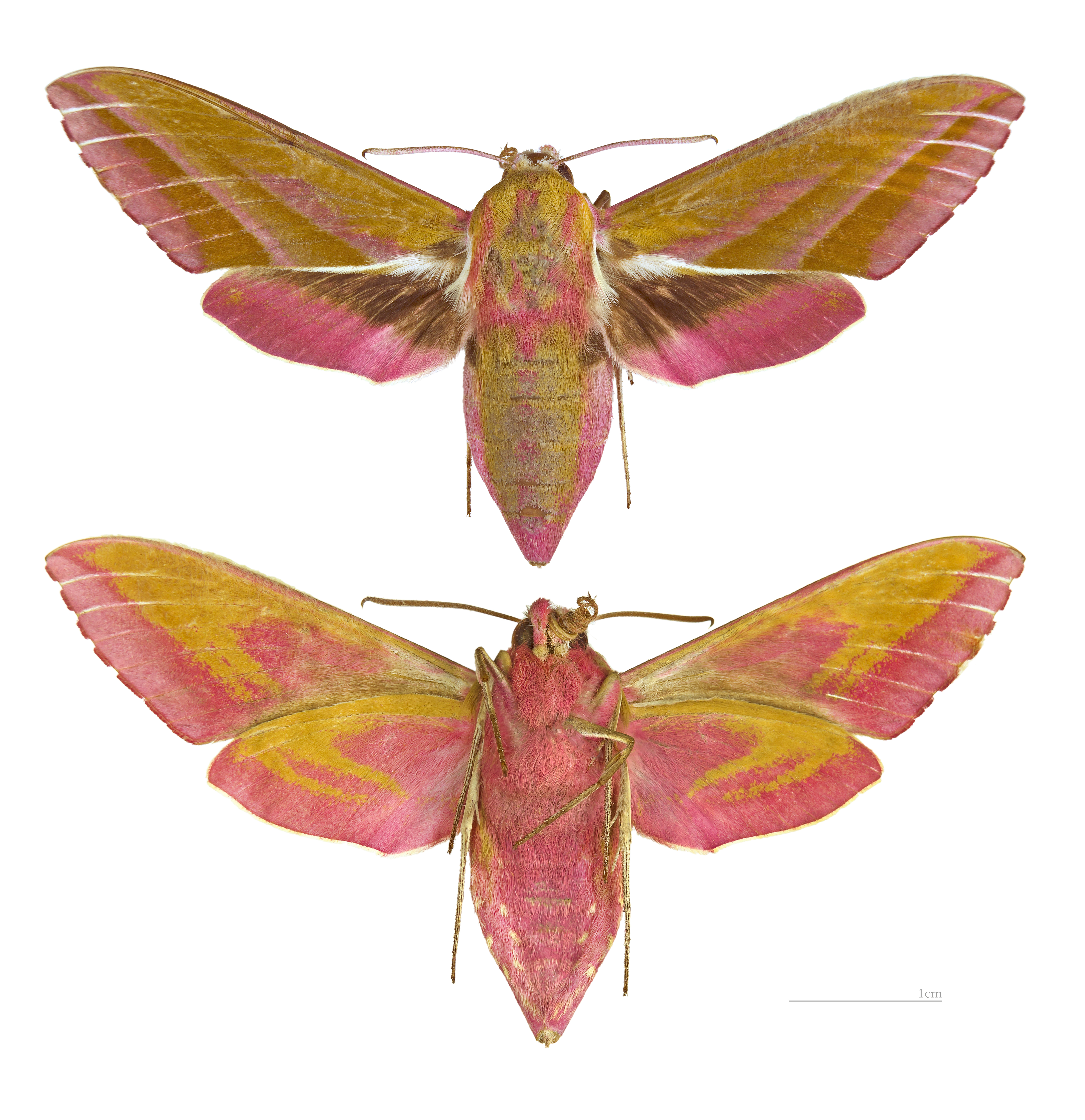
Deilephila elpenor
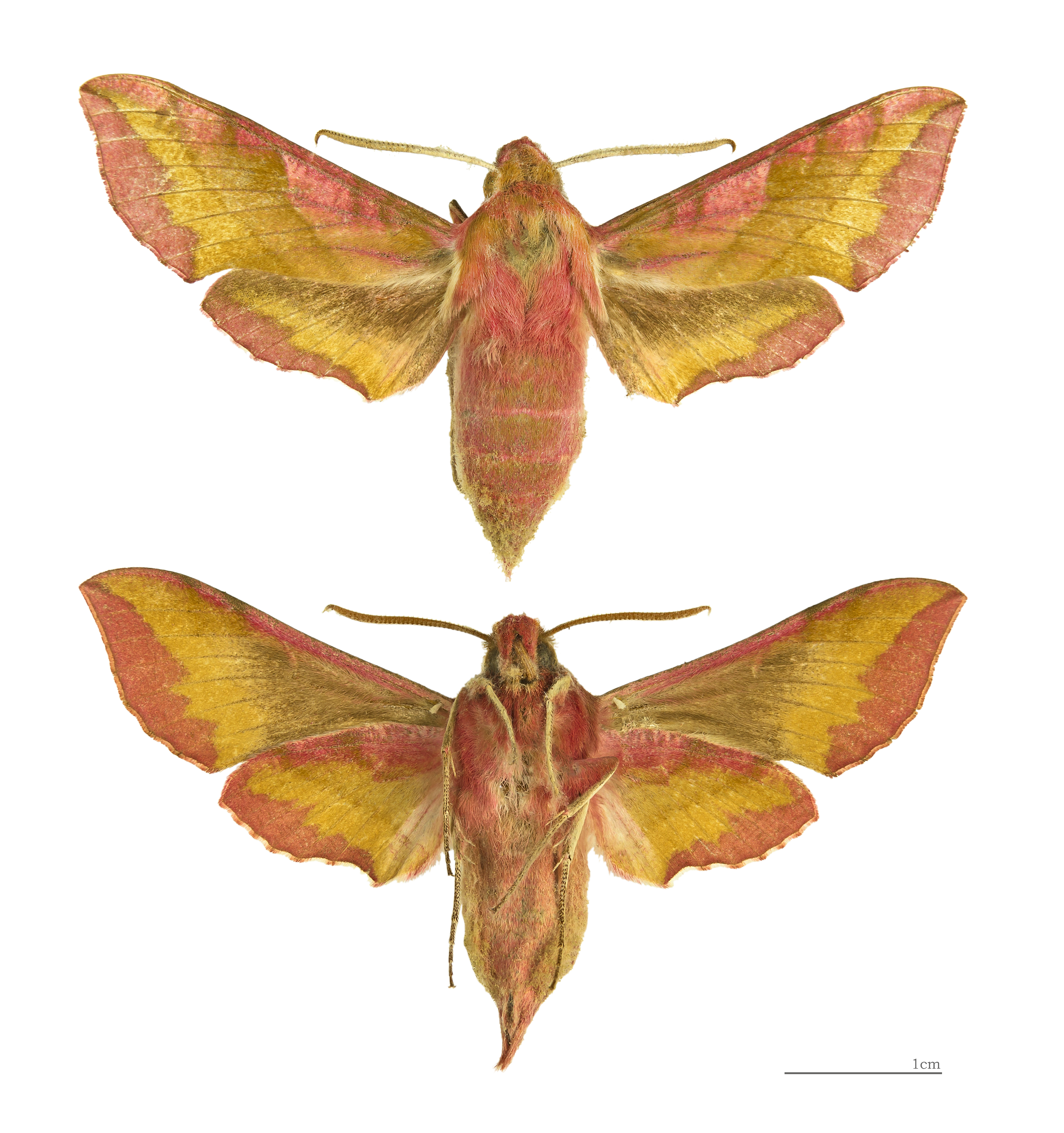
Deilephila porcellus